# CSM Școlar Reșița
CSM Școlar Reșița – rumuński klub piłkarski z siedzibą w Reșicie.

## Historia
CSM Reșița został założony w 1926 jako UD Reșița. Reșița po raz pierwszy uczestniczyła w rozgrywkach o Mistrzostwo Rumunii w 1930. W premierowym sezonie Reșița po zwycięstwie w finale z Hermannstädter Turnverein 2-0 zdobyła mistrzostwo Rumunii. W 1938 UDR awansowała do Divizii A i w premierowym sezonie zajęła 4. miejsce.
Po wojnie klub często zmieniał nazwy i kolejno nazywał się: Otelul Reșița (1946–48), Metalochimic Reșița (1948–49), Metalul Reșița (1949–56), Energia Reșița (1956–57), CSM Reșița (1957–75 i 1982-05) i FCM Reșița (1975–82, 2005–08). W Divizii A klub występował do 1950. W 1954 klub osiągnął ostatni wielki sukces w swojej historii w postaci Pucharu Rumunii po zwycięstwie 2-0 z Dinamem Bukareszt.
Ponownie w Divizii A Reșița pojawiła się w 1972 i występowała w niej do 1978. Następny pobyt w Divizii A Reșițy trwał tylko rok w sezonie 1992/93. Ostatni raz w rumuńskiej ekstraklasie Reșița występowała w latach 1997-2000. Obecnie CSM Reșița występuje w Liga II.

## Sukcesy
- Mistrzostwo Rumunii (1): 1931.
- Puchar Rumunii (1): 1954.

## Nazwy klubu
- UD Reșița (1926–46)
- Otelul Reșița (1946–48)
- Metalochimic Reșița (1948–49)
- Metalul Reșița (1949–56)
- Energia Reșița (1956–57)
- CSM Reșița (1957–75, 1982-05, 2008- )
- FCM Reșița (1975–82, 2005–08).

## Znani piłkarze w klubie
| - Cristian Chivu - Vasile Deheleanu - Adalbert Deșu - Iosif Czako - Basarab Panduru - Ovidiu Dănănae - Necula Răducanu | - Dudu Georgescu - Lucian Marinescu - Ion Timofte - Ștefan Iovan - George Ogăraru - Alexandru Popovici - Dorinel Munteanu |

## Trenerzy
- Costică Ștefănescu (2000-2001)
- Flavius Stoican (2010-2011)

## Sezony wLiga I
| Sezon     | Uzyskane Miejsce |
| --------- | ---------------- |
| 1938-39   | 4                |
| 1939-40   | 4                |
| 1940-41   | 7                |
| 1946-47   | 11               |
| 1947-48   | 16 (spadek)      |
| 1950      | 11 (spadek)      |
| 1972-73   | 14               |
| 1973-74   | 9                |
| 1974-75   | 6                |
| 1975–76   | 8                |
| 1976-77   | 13               |
| 1977-78   | 18 (spadek)      |
| 1992-93   | 18 (spadek)      |
| 1997-98   | 7                |
| 1998-99   | 15               |
| 1999-2000 | 17 (spadek)      |